# Kriti Sanon
Kriti Sanon, född 27 juli 1990,. är en indisk skådespelerska som främst förekommer i hindi-filmer. Född och uppvuxen i New Delhi tog hon en ingenjörsexamen från Jaypee Institute of Information Technology, varefter hon kort arbetade som modell. Hon gjorde sin teaterdebut med en psykologisk thriller på Telugu 1: Nenokkadine (2014) och fick sitt första hindi-filmpris i Sabbir Khans actionfilm Heropanti (2014), där  hon vann Filmfare Award for Best Female Debut. 
Sanon fortsatte att spela den kvinnliga huvudrollen i tre kommersiellt framgångsrika filmer, action-komedin Dilwale (2015), som rankas bland de högst bruttoproducerande indiska filmerna genom tiderna och de romantiska komedierna Bareilly Ki Barfi (2017) och Luka Chuppi (2019). 

## Uppväxt och bakgrund
Kriti Sanon föddes 27 juli 1990 av Rahul, en revisor och Geeta, en professor vid University of Delhi.  Hon har en yngre syster, Nupur.  Hon gick på Delhi Public School, RK Puram och slutförde sin BTech-examen i elektronik och telekommunikationsteknik, på Jaypee Institute of Information Technology i Noida.
Sanon har dykt upp i olika tv-reklamfilmer, med varumärken som Close Up, Vivel, Amul, Samsung, Himalaya och Bata.  Hon modellade för Wills Lifestyle India Fashion Week 2010, som hölls i Bombay.  År 2012 framträdde hon i Chennai International Fashion Week och India International Jewelry Week.  

## Karriär
Sanon gjorde sin skådespelardebut 2014 med Sukumars Telugufilm 1: Nenokkadine, en psykologisk thriller, där hon spelade rollen som Sameera, en journalist som också är kärleksintresse för Mahesh Babus karaktär.  Filmen fick blandade recensioner från kritiker.  En kritiker för The Times of India skrev att Sanon "ser bra ut" och "agerar bra". medan en granskare för Sify.com uppgav att hon "ser snygg ut" och ansåg att hennes rolltolkning var "okej" för en nykomling.

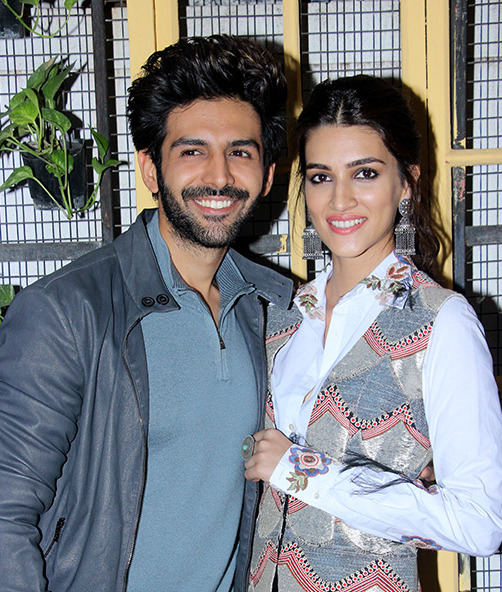
Sanon och Kartik Aaryan gör reklam för Luka Chuppi år 2019